# Laia González
Laia González   (1956 - Hospital de la Santa Creu i Sant Pau, 19 de febrer de 1989) fou una periodista i activista social catalana. Va dedicar la seva carrera periodística durant més d'una dècada al diari Avui, on tractava temes socials com l'educació, la salut, la pobresa i les migracions. Havia començat treballant-hi com a administrativa als 18 anys, i abans, havia volgut ser professora. Va morir a l'hospital de la Santa Creu i Sant Pau de Barcelona als 32 anys a causa d'un tumor cerebral. D'ella, en van destacar el compromís pel restabliment de la democràcia i per la recuperació de la identitat catalana. La residència Feixa Llarga de l'Hospitalet de Llobregat duu el seu nom.